# Hypocera anularia
Hypocera anularia är en tvåvingeart som beskrevs av Nakayama och Hiroshi Shima 2001. Hypocera anularia ingår i släktet Hypocera och familjen puckelflugor. Inga underarter finns listade i Catalogue of Life.